# Brachycatantops emalicus
Brachycatantops emalicus är en insektsart som först beskrevs av Kevan, D.K.M. 1950.  Brachycatantops emalicus ingår i släktet Brachycatantops och familjen gräshoppor.

## Underarter
Arten delas in i följande underarter:
- B. e. emalicus
- B. e. fasciatus
- B. e. gracilis
- B. e. robustus